# Списък на инструментите за приготвяне на храна
Страницата представя списък на инструментите за приготвяне на храна.

## Прибори и съдове за готвене
- Режещи прибори
  - Ножове
    - Касапски нож (нож за рязане на месо)
    - Нож за рязане на хляб
    - Нож за рязане на плодове и зеленчужи
    - Нож за белене на плодове

  - Машинка за мелене на месо (ръчна, електрическа)
  - Кухнеска (готварска) ножица
  - Ренде (стъргало)
  - Сатър, нож за транжиране

- Формоващи прибори /или формовачни прибори/ и бъркалки
  - Бъркалки
  - Готварски четки
  - Миксер (ръчен)
  - Сладкарски форми
  - Точилка
  - Шпатула

- Помощни кухненски прибори
  - Хаван и пестик
  - Гевгир
  - Тирбушон
  - Цедка
  - Готварско чукче (дървено чукче за месо)
  - Малък дърводелски/железарски чук (за чупене на орехи и др.)
  - Готварски щипки
  - Фолио за печене
  - Хартия за печене

- Съдове за приготвяне и съхранение на ястия
  - Тенджери
  - Тави
  - Керамични съдове за варене и печене - гърнета, гювечета и гювечи с различна вместимост
  - Тигани
  - Скари
  - Грилове (шишове, шишчета, серпентини)

## Прибори за порциране и сервиране
- Вилки (големи вилици)
  - Готварска вилка
  - Сладкарска вилка
- Шпакли
  - Сладкарска (малка) шпакла
    - Голяма (порционна) шпакла
    - Триъгълна шпакла
- Черпаци и големи лъжици
- Супници и големи купи

- Прибори и съдове за хранене
  - Прибори за хранене
    - Ножчета
      - Основен (универсален) нож
      - Десертни ножчета /за плодове и сладкиши/

    - Вилици
      - Основна (голяма) вилица
      - Десертна (малка) виличка

    - Лъжици
      - Основна (голяма) лъжица
      - Десертна (малка) лъжичка

  - Съдове за хранене
    - Кастрони и малки купи
    - Плата
    - Чинии
    - Керамични паници и чинии

- Прибори и съдове за течности и течни /и насипни/ подправки
  - Чаши
    - Чаши за вода и/или чаша с общо предназначение (с дръжка) – използва се и като мерителна чаша за течности и насипни продукти (захар, брашно, варива)
    - Чаши за топли напитки
      -  – чаши и чинийки за кафе (от порцелан, керамика, мед/месинг)
      -  – чаши за чай/мляко (от порцелан, керамика, мед/месинг)
      -  – чаши и купи за течен шоколад, мус, крем, сладолед и др.

    - Чаши за безалкохолни напитки, газирани и минерални води, сокове
      -  – Стъклени чаши за води (издължени високи цилиндри или многостен)
      -  – Пластмасови и полистиролни чаши (с различна дизайнерска форма)

    - Чаши за спиртни алкохолни напитки
      -  – стъклена чаши за ракия, бренди, ром (цилиндрична или овална купа без 'столче')
      -  – стъклена чаши за ракия, бренди, ром, алкохолен ликьор и др. (със скосена плитка купа над ниско 'столче')
      -  – чаши за подгряти спиртни напитки (керамични или порцеланови – цилиндрични, овални или многостенни малки купи)

    - Чаши за вино
      -  – класическа (универсална) стъклена чаша за червени, бели и десертни вина (с леко издължена купа над столе със среден размер)
      -  – класическа стъклена чаша само за червени вина (с по-овална купа над столе със среден размер). Обикновено в нея се сервират отлежали вина, които се декантират при сервиране, или се ползва от дегустатори.
      -  – чаша за пенливи сладки вина /шампанско/ (със силно издължено столче и продълговата висока купа)

    - Коктейлни чаши
      -  – стандартна коктейла чаша („шприц“) – с конусивидни купички, върху столче подобо на чаша за бяло вино, но с по-малка основа
      -  – коктейлна чаша „Маргарита“ – с разливна нпсеща купа над издължена тясна основа, върху средновисоко столче. (за едноименния коктейл, или други комбинирани с плодове и/или кремове коктейли.
      -  – коктейлна чаша „Хърикейн“ (Hurricane glass) – за безалкохолни, или силни комбинирани коктейли, издължена овална купа „лале“ върху ниско столче
      -  – чаша за шот, текила, силно алкохолни коктейли – без столче, с пресеченоконусовидна форма, или вдлъбната такава форма в цилиндрична съклена чаша.

    - Чаши за бира
      -  – голяма халба (стандартна бирена чаша с дръжка – за 500 мл бира)
      -  – средна халба (бирена чаша с дръжка – за 330 мл бира)
      -  – малка халба (Blast Beer Glass – малка халба, без дръжка)

    - Кани (за вода, вино, безалкохолни напитки и сокове и др.)

  - Прибори за подправки (солнички и бутилчици за течни подправки и мзанини)
  - Мерителни чаши и мензури
  - Прибори за разбъркване и смесване на течности (коктейли, вина и др.)
    - Колби
    - Шейкъри
    - Декантатори

и други
- Миксер
- Блендер
- Кухненски робот
- Месомелачка
- Хлебопекарна (пекарна за тестени сладкиши)
- Пасатор

## Етимологични бележки
В българския език названията на приборите, използвани в бита, са доста разнообразни и често в различни диалектни (фолклорно дитерминирани) области се използват напълно различаващи се думи. Но в съвременния книжовен български са се наложили предимно тези, които се възприемат като източнославянски по етимология. Въпреки това, доста от така наречените 'славянски' наименования на най-популярните инструменти (прибори) за хранене – вилица и лъжица, в корена си имат за основа думи, чиито корени са в думи от старобългарски (или древнобългарски = прабългарски) произход.

### Примери
1. Вила се нарича селскостопански уред; умалително – вилка се използва за 'двурога' голяма кухненска вилица; вилица и виличка са прибори за хранене с различни размери. Словоформите вила-вилка-вилица-виличка са еквивалентни на степенните форми за умалителни, аналогични на жена-женка-женица-женичка и др. под. характерни за старобългарския и източнославянските езици. Но коренът 'ВИЛ', всъщност иде от древнобългарското /прабългарско/ БВИЛ, където БВ е твърдозвучно В, (като в оБВивка, аБВон и други). От този корен е развитието на думата БВИЛ => БВИЛо => БИЛО (било на планина = поредица от върхове, свързани с общ склон)
2. Лъжица и лъжичка означават съответно голяма и малка лъжица, а на древнобългарски (прабългарски) за вдлъблатина, процеп, ниша, прорез се е използвала думата ЛАГК, която е означавала също и вдлъбнато място, вдлъбнатина, трап, яма, изкоп. (ГК е твърдо К= слят звук между Г и К, без аналог в съвременния български книжовен език). Оттам и словоформите – лаг-лага-лагица-лагичка, които в съвременния книжовен български са трансформирани погрешно в 'лъжица, лъжичка' поради фонематичното сходство със старобългарската дума Л@ГЖ-ЛАГЖ-ЛАДЖ-ЛАЖ (=ЛЪЖА). /С @ е отбелязан 'отмрял' звук, като в думата коала или воал, но без ударение и приличащо на Ъ; подобен на неударено А, което се е отбелязва с т.нар. 'носовка' в старобългарския/. Наличието на този двойствен звук се доказва и с наглед неясното 'трансформиране' на А в О (или обратно) на словоформи като: влог->вложител към влагане->влагам (вмъквм, поставям в допълнение)
3. От всички славянски езици само в българския (и македонския) се използва думата чиния (на македонски се изписва чиниja) за обозначаване на по-дълбока купа за хранене, но с издължена плоскост в краищата за хващане (с форма, като обърната широкопола шапка). Спорно, но наистина думата има голямо сходство с турската дума çanak (чанак), като българистите твърдят, че тя е навлязла в турския като заемка от българския език (а не обратното – както твърдят 'туркофилите' – етимолози). В съвременния български език чиния се използва и като обща абстракция за какъвто и да е съд, в който се поставя храна за индивидуално хранене, без значение от големина и форма. В новобългарски, при началните етапи на 'книжно словофирмироване', за плоска чиния е било общоприето да се използва руската дума 'тарелка', която сега все по-често се използва за указане на плато или плоска, но голяма чиния (което води до объркване с руските представи и представите, каквито са били заложени при началото на употребата на тази дума – а именно, аналог на по-плитка купа – еквивалентна на чиния за супа, сочиво или друга по-течна храна).